# Saison 4 de Reign : Le Destin d'une reine
Chronologie
Saison 3
Cet article présente le guide des épisodes de la quatrième et dernière saison de la série télévisée américaine Reign : Le Destin d'une reine (Reign).

## Généralités
- Aux États-Unis, la saison est diffusée depuis le 10 février 2017 sur The CW.
- Au Canada, elle est diffusée en simultanée sur E!.

## Synopsis
La série est basée sur la vie de Marie Stuart, reine d'Écosse, qui arrive à 15 ans à la cour de France du roi Henri II. Elle est fiancée au Prince François. Son avenir ne s’annonce pas comme elle l’attendait. Son mariage est incertain, l’alliance avec la France est fragile, et de nombreux dangers la menacent : intrigue, tentative de meurtre, de viol et la guerre avec l’Angleterre… Elle est accompagnée de ses suivantes : Kenna, Greer, Aylee et Lola.

## Distribution

### Acteurs principaux
- Adelaide Kane (VF : Victoria Grosbois) : Marie Ire d'Écosse
- Megan Follows (VF : Véronique Augereau) : Catherine de Médicis
- Rachel Skarsten (VF : Karine Foviau) : Elisabeth Ire d'Angleterre
- Celina Sinden (VF : Jessica Monceau) : Greer
- Craig Parker (VF : Xavier Fagnon) : Stéphane Narcisse
- Jonathan Keltz (VF : Charles Germain) : Leith
- Rose Williams (VF : Adeline Chetail) : la princesse Claude de Valois
- Spencer MacPherson : Roi Charles de Valois
- Ben Geurens (VF : Rémi Bichet) : Gideon Blackburn
- Jonathan Goad (VF : Patrick Bonnel) : John Knox
- Dan Jeannotte (VF : Alexandre Gillet) : James Stuart
- Will Kemp (en) (VF : Alexis Victor) : Henry Stuart, Lord Darnley

### Acteurs récurrents
- Anastasia Phillips (en) : La Reine Leeza d'Espagne
- Steve Lund : Luc[1]
- Adam Croasdell (en) : James Hepburn[2]

### Invités
- Mark Ghanimé : Charles d'Autriche (épisode 1)
- Lewis Kirk : Martel de Guise (épisode 1)
- Toby Regbo (VF : Julien Bouanich) : François II de France (épisode 16)

## Épisodes

### Épisode 1:Rivales
- États-Unis /  Canada : 10 février 2017 sur The CW[3] / E!
- Québec : 30 août 2017 sur Séries+

- États-Unis : 780 000 téléspectateurs[4] (première diffusion)

### Épisode 2:Jeux de dupes
- États-Unis /  Canada : 17 février 2017 sur The CW / E!
- Québec : 6 septembre 2017 sur Séries+

- États-Unis : 670 000 téléspectateurs[5] (première diffusion)

### Épisode 3:Cœurs brisés
- États-Unis /  Canada : 24 février 2017 sur The CW / E!
- Québec : 13 septembre 2017 sur Séries+

- États-Unis : 590 000 téléspectateurs[6] (première diffusion)

### Épisode 4:Le Gardien fidèle
- États-Unis /  Canada : 3 mars 2017 sur The CW / E!
- Québec : 20 septembre 2017 sur Séries+

- États-Unis : 640 000 téléspectateurs[7] (première diffusion)

### Épisode 5:Le Sens de l'honneur
- États-Unis /  Canada : 17 mars 2017 sur The CW / E!
- Québec : 27 septembre 2017 sur Séries+

- États-Unis : 760 000 téléspectateurs[8] (première diffusion)

### Épisode 6:La Rose bleue
- États-Unis /  Canada : 24 mars 2017 sur The CW / E!
- Québec : 4 octobre 2017 sur Séries+

- États-Unis : 750 000 téléspectateurs[9] (première diffusion)

### Épisode 7:Le Couperet
- États-Unis /  Canada : 31 mars 2017 sur The CW / E!
- Québec : 11 octobre 2017 sur Séries+

- États-Unis : 660 000 téléspectateurs[10] (première diffusion)

### Épisode 8:Les Merveilles du Nouveau Monde
- États-Unis /  Canada : 7 avril 2017 sur The CW / E!
- Québec : 18 octobre 2017 sur Séries+

- États-Unis : 710 000 téléspectateurs[11] (première diffusion)

### Épisode 9:Le Jeu du ruban
- États-Unis /  Canada : 14 avril 2017 sur The CW / E!
- Québec : 25 octobre 2017 sur Séries+

- États-Unis : 630 000 téléspectateurs[12] (première diffusion)

### Épisode 10:Le Complot
- États-Unis /  Canada : 28 avril 2017 sur The CW / E!
- Québec : 1er novembre 2017 sur Séries+

- États-Unis : 680 000 téléspectateurs[13] (première diffusion)

### Épisode 11:Un odieux chantage
- États-Unis /  Canada : 5 mai 2017 sur The CW / E!
- Québec : 8 novembre 2017 sur Séries+

- États-Unis : 690 000 téléspectateurs[14] (première diffusion)

### Épisode 12:Le Tremblement de terre
- États-Unis /  Canada : 12 mai 2017 sur The CW / E!
- Québec : 15 novembre 2017 sur Séries+

- États-Unis : 760 000 téléspectateurs[15] (première diffusion)

### Épisode 13:Coup de grâce
- États-Unis /  Canada : 19 mai 2017 sur The CW / E!
- Québec : 22 novembre 2017 sur Séries+

- États-Unis : 710 000 téléspectateurs[16] (première diffusion)

### Épisode 14:Rancœurs et châtiments
- États-Unis /  Canada : 2 juin 2017 sur The CW / E!
- Québec : 29 novembre 2017 sur Séries+

- États-Unis : 740 000 téléspectateurs[17] (première diffusion)

### Épisode 15:Le Bébé royal
- États-Unis /  Canada : 9 juin 2017 sur The CW / E!
- Québec : 6 décembre 2017 sur Séries+

- États-Unis : 670 000 téléspectateurs[18] (première diffusion)

### Épisode 16:La Rançon du pouvoir
- États-Unis /  Canada : 16 juin 2017 sur The CW / E!
- Québec : 13 décembre 2017 sur Séries+

- États-Unis : 750 000 téléspectateurs[19] (première diffusion)

Finale de la série concordant avec l'histoire réelle. Mary retrouve François dans la toute dernière scène, son grand amour. Un happy ending est ainsi donné aux fans en cadeau d'adieu.